# Røvika (Nordland)
Røvika est une localité du comté de Nordland, en Norvège.

## Géographie
Administrativement, Røvika fait partie de la kommune de Fauske.